# Rikizō Matsuhashi
Rikizō Matsuhashi (jap. 松橋 力蔵, Matsuhashi Rikizō; * 22. August 1968 in der Präfektur Tokio) ist ein ehemaliger japanischer Fußballspieler.

## Karriere
Matsuhashi erlernte das Fußballspielen in der Schulmannschaft der Ichihara Midori High School. Seinen ersten Vertrag unterschrieb er 1989 bei Nissan Motors. Der Verein spielte in der höchsten Liga des Landes, der Japan Soccer League. Mit dem Verein wurde er 1989/90 japanischer Meister. Mit Gründung der Profiliga J.League 1992 und der damit verbundenen Neuorganisation des japanischen Fußballs wurde Nissan Motors zu den Yokohama Marinos. Mit dem Verein wurde er 199 und 1995 japanischer Meister. Für den Verein absolvierte er 40 Erstligaspiele. 1996 wechselte er zum Ligakonkurrenten Kyoto Purple Sanga. Für den Verein absolvierte er 27 Erstligaspiele. 1998 wechselte er zum Zweitligisten Jatco FC. Ende 2001 beendete er seine Karriere als Fußballspieler.

## Erfolge
Nissan Motors/Yokohama Marinos
- Japan Soccer League

Meister: 1989/90
Vizemeister: 1990/91, 1991/92
- J1 League

Meister: 1995
- JSL Cup

Sieger: 1989, 1990
- Kaiserpokal

Sieger: 1989, 1991, 1992
Finalist: 1990